# 繐裂矢车菊
繐裂矢车菊（学名：Centaurea nigrescens）为菊科矢车菊属下的一个种。

## 扩展阅读
- 維基物種上的相關：繐裂矢车菊